# غيرلز جينيريشن
قيرلز جينيريشن (بالإنجليزية: Girls Generation)‏. تنطق بالكورية سو نيو شي داي تختصر بـ (بالإنجليزية: SNSD)‏ فرقة غنائية كورية جنوبية من تسع فتيات كوريات ظهرت في عام 2007 تحت إدارة شركة إس إم إنترتينمنت، بدأت الفرقة نشاطاتها الموسيقية بأغاني مثل «إنتو ذا نيو ورلد» و «كيسينج يو» حيث جلبت لهم بعض الاهتمام في بداية مسيرتهم. وفي عام 2009 اكتسبت الفرقة شعبية كبيرة بفضل أغنيتهم الناجحة «جي».

## التاريخ

### 2007- 2011 الترسيم والشهرة
بعد تأسيس فرقة الفتيان سوبر جونيور التابعة لشركة إس إم إنترتينمنت، خططت الشركة لإنشاء مجموعة فتيات جديدة، مما أدى في النهاية إلى تكوين فرقة جيل الفتيات بعدد 9 عضوة. لمدة ما يقارب العامين، كانت المواقع الكورية تخمن أي من المتدربات في إس إم إنترتينمنت سيتم وضعها في المجموعة. تم تدريب العضوات بشكل احترافي في المقام الأول على الغناء والرقص، في حين تم اختيار بعض العضوات للتخصص في مجال التمثيل وعرض الأزياء. العديد من العضوات بالفعل صنعن أسماء لأنفسهم في صناعة الترفيه الكورية من خلال مشاركتهن في إعلانات المجلات، الإعلانات التلفزيونية، وظهورهن في أدوار تلفزيونية الصغيرة.

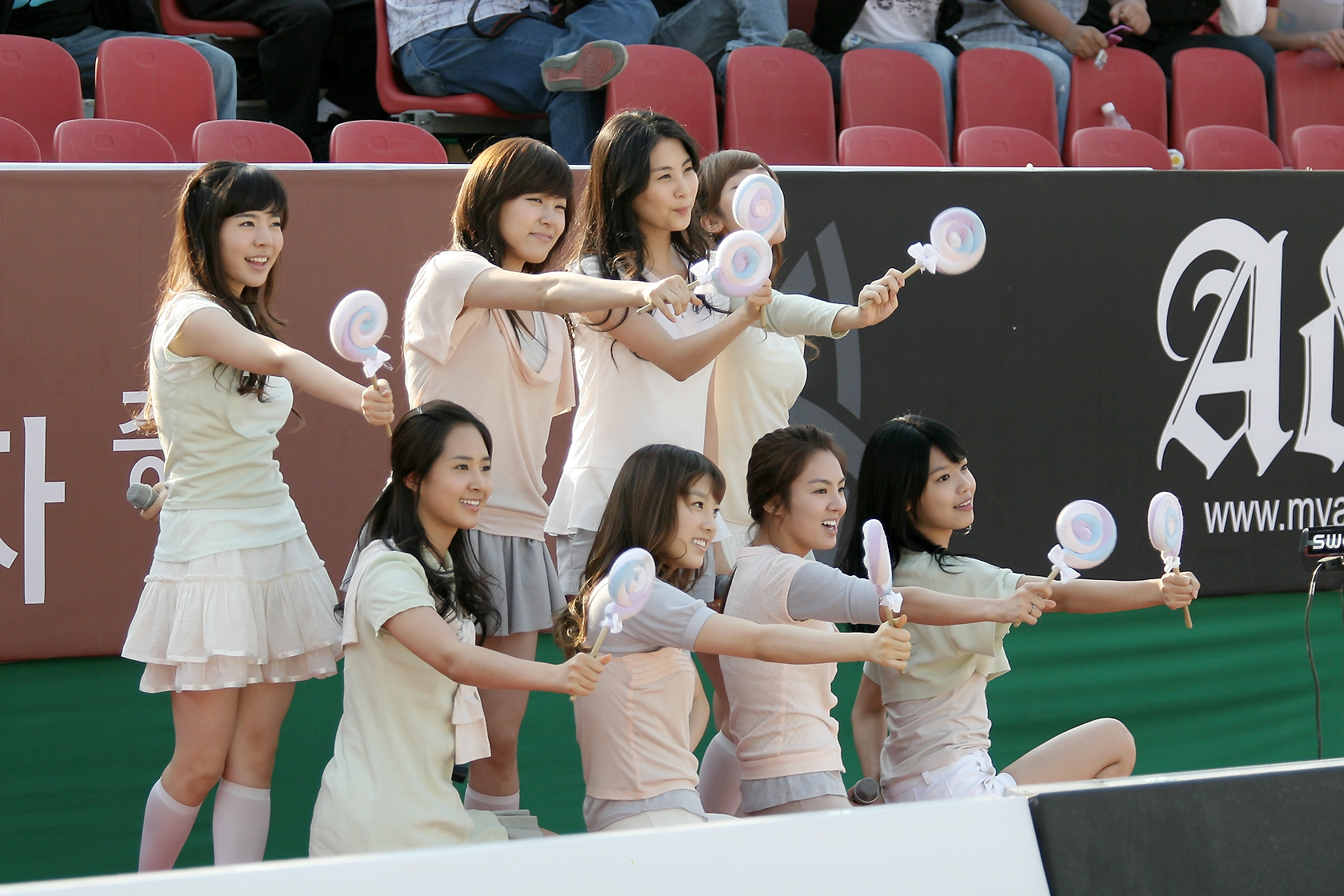
غيرلز جينيريشن أثناء أدائهن في 2008 مسابقة كرة الطائرة في سيول

أول عضوة تلتحق بالتدريب في إس إم إنترتينمنت هي جيسيكا جونغ وذلك عام 2000.
والعضوات في ذلك الوقت هن تايون، جيسيكا، سوني، يونا، تيفاني، يوري، هيو-يون، سويونغ وسوهيون.
بدأت الفرقة نشاطاتها عام 2007 ب«إلى العالم الجديد» الذي حقق نجاحات كبيرة جعلتهم يشقون الطريق إلى التميز واستمروا في إصدار السنغلات الفردية إلى حين ظهور «جيي» في 2009 التي جعلتهم الأفضل والاكثرة تأثيراً وشهرة في كوريا، مما يلية «جيني» أو «اخبرني بإمنيتك» التي حقق نجاحاً هوو الآخر وحتى بعد ظهور الكثير من السنغلات والألبومات التي لطالما كانت مختلفة استمرت الفرقة بالحفاظ على مركزها الأول.
أيضاً في مطلع عام 2010 ترسمت الفرقة رسمياً في اليابان، ولحسن الحظ تلقت الفرقة الكثير من الردود الإيجابية من اليابانيين لتتوج عام 2012 كأفضل فرقة فتيات اجنبية في اليابان، وحتى بالرغم من المعارضات الضخمة من قبل بعض اليابانيين المعارضين بشدة لموجة «الهاليو» ما زالت الفرقة تحافظ على نجاحها ليس آسيوياً بل عالمياً أيضاً، حيث أصبحت أفضل فرقة فتيات ليس في كوريا فقط بل في انحاء العالم ايضاً.

### 2012 - 2014 أي غوت أبوي وخروج جيسيكا
في عام 2012 أصدرت الفرقة ثاني ألبوم ياباني بعنوان «غيرلز أند بيس» حصل هذا الألبوم على شهادة موسيقية وهي  الأسطوانة البلاتينية، الألبوم يحتوي على أغنية «فلاور باور» و «بباراتزي» وأوه! بالنسخة اليابانية.
في عام 2013 أصدرن سادس ألبوم إستديو ورابع ألبوم كوري بعنوان أي غوت أ بوي وأغنية دانسنغ كوين وهي ريميك لأغنية «ميرسي» للمغنية الأمريكية دوفي، تصدرت الأغنية في المركز الثاني في مخططات بيلبورد كي-بوب هوت 100 وأغنية أي غوت أ بوي تصدرت في المركز الأول في مخطط كي-بوب هوت 100 وباعت مليون نسخة رقمية. فازت الأغنية بجائزة «فيديو السنة» التي ترشح لها كل من جاستن بيبر وساي في حفل توزيع جوائز اليوتيوب الموسيقية وكانوا سنسد أول فتيات كورية يحصلن على هذه الجائزة الأولى من نوعها، وأيضاً صنفت مجلة تايم الأمريكية أغنية أ غوت أ بوي من الأغاني التي ينصح بسماعها لسنة 2013. في 3 نوفمبر 2017 بلغ عدد مشاهدات فيديو كليب أغوت أبوي على اليوتيوب أكثر من 200 مليون مشاهدة.
و أصدرن بعد ذلك سابع ألبوم إستيديو وثالث ألبوم ياباني بعنوان «لوف أند بيس» ويحتوي على أغنية غلاكسي سوبرنوفا و «لوف أند غيرلز».
في عام فبراير 2014 أصدرت الفرقة رابع ألبوم مصغر بعنوان مستر مستر وتصدر المركز الأول في مخطط غاون للموسيقى وأصبح خامس أكثر ألبوم مبيعاً في كوريا الجنوبية حيث باع أكثر من 163,209 نسخة في نهاية العام.
و في يوليو 2014 أصدرن أول ألبوم تجميعي ياباني بعنوان ذا بيست وباع 175,000 نسخة في ثاني أسبوع من إصدار الألبوم.
في 29 سبتمبر 2014 أكد إن العضوة جيسيكا جونغ قد خرجت رسمياً من الفرقة وقد اثار هذا الخبر الكثير من الجدل خصوصاً بعدما تحدثت العضوة السابقة عن إجبارها على الخروج وان هناك بعض الخلافات بينها وبين الشركة وبقية العضوات وهذا ما فجر الكثير من الانتقادات على الجانبين، حتى الآن ما زالت القضية غامضة، ويذكر ان الفرقة قررت الإستمرار حتى بعد خروج العضوة جيسيكا، وفي المقابل أيضا جيسيكا استمرت بالأعمال الفردية والتركيز على علامتها التجارية بلانك أند إكلير.

### 2015 - 2016: ليون هارت ونشاطاتهن المنفردة
في أبريل 2015 أصدرت الفرقة أغنية منفردة بعنوان إمسكني إن إستطعت باللغة الكورية واليابانية وكان هذا أول إصدار للفرقة بعد خروج العضوة جيسيكا جونغ.
و بعد ذلك في أغسطس 2015 أصدرت الفرقة خامس ألبوم إستديو كوري بعنوان ليون هارت ويحتوي على ثلاثة أغاني منفردة وهم «يوثينك» و «بارتي» و «ليون هارت»، وفي 2016 إصدرن أغنية منفردة بعنوان "(Sailing (0805" بمناسبة ذكرى ترسيمهن التاسعة وكانت من إصدارات مشروع إس إم ستيشن الموسيقي.
في عام 2016 بدأت الوكالة بالتركيز على ترسيم العضوات كمغنيات منفردات فأعلنوا ترسيم تايون كمغنية منفردة بألبوم «أنا» و«لماذا» وترسمت تيفاني كمغنية منفردة بألبوم «أي جست وانا دانس» وسوهيون ترسمت في عام 2017 بألبوم «دونت ساي نو».

### 2017 - الحاضر: هوليداي نايت وخروج ثلاثة عضوات من الوكالة
في أغسطس 2017 أصدرت الفرقة سادس ألبوم إستيديو كوري بعنوان هوليداي نايت وكان بمناسبة ذكرى ترسيمهن العاشرة وتصدر في المركز الثاني في مخطط غاون للموسيقى ويحتوي الألبوم على أغنيتين منفردة هما هوليداي وأول نايت. وفي 5 أغسطس 2017 أقامت الفرقة حفلة موسيقية بعنوان «هوليداي تو ريممبر» في قاعة الأولمبيات للترويج للألبوم. وتخطى هذا الألبوم مبيعات ألبوم «ذا بويز» كأكثر ألبوم مبيعاً في أول أسبوع منذ انطلاقه وباع الألبوم 164,166 نسخة ملموسة في سبتمبر 2017.
في تاريخ 9 أكتوبر 2017 قررن ثلاثة عضوات (سويونغ، سيوهيون، تيفاني) عدم تجديد عقودهن مع وكالة إس إم إنترتينمنت. فأن تيفاني تخطط لترك كوريا الجنوبية من أجل دراسة التمثيل في الولايات المتحدة. أما سويونغ وسيوهيون فقد قيل بأنهما تخططان للتركيز على مسيرتهما المهنية كممثلتين تحت إدارة وكالات جديدة.
وكرد على هذا الخبر صرّحت وكالة SM الترفيهية بقولهم:
| غيرلز جينيريشن | ”سنسد فرقة قيّمة جداً وذات معنى لكل من الوكالة والمعجبين، العضوات لا يفكرن في التفكك. مع ذلك، هناك عضوات قد انتهت عقودهن. نحن سوف نقرر الاتّجاه الخاص بترويجات سنسد بكل حرص بعد أن نناقش الأمر مع العضوات“ | غيرلز جينيريشن |

حتى الآن، ذكر أن تايون، يونا، هيويون، يوري وسوني قد جددن عقودهن مع وكالة إس إم إنترتينمنت.

## قائمة الأعضاء

### حاليون
| الاسم الفني     | الاسم الفني | اسم الولادة                     | اسم الولادة         | اسم الولادة | تاريخ الميلاد |
| بالحروف العربية | هانغول      | بالحروف اللاتينية               | هانغول              | هانجا       | تاريخ الميلاد |
| --------------- | ----------- | ------------------------------- | ------------------- | ----------- | ------------- |
| تاي يون         | 태연        | Kim Tae-yeon                    | 김태연              | 金泰妍      |               |
| سوني            | 써니        | Lee Soon-kyu                    | 이순규              | 李順圭      |               |
| تيفاني          | 티파니      | Stephanie Hwang, Hwang Mi-young | 스테파니 황, 황미영 | 黄美英      |               |
| هيو-يون         | 효연        | Kim Hyo-yeon                    | 김효연              | 金孝淵      |               |
| يوري            | 유리        | Kwon Yu-ri                      | 권유리              | 權侑利      |               |
| سويونغ          | 수영        | Choi Soo-young                  | 최수영              | 崔秀英      |               |
| يونا            | 윤아        | Im Yoon-ah                      | 임윤아              | 林允兒      |               |
| سيوهيون         | 서현        | Seo Joo-hyun                    | 서주현              | 徐朱玄      |               |

### سابقون
| الاسم الفني     | الاسم الفني | اسم الولادة                 | اسم الولادة       | اسم الولادة | تاريخ الميلاد |
| بالحروف العربية | هانغول      | بالحروف اللاتينية           | هانغول            | هانجا       | تاريخ الميلاد |
| --------------- | ----------- | --------------------------- | ----------------- | ----------- | ------------- |
| جيسيكا          | 제시카      | Jessica Jung, Jung Soo-yeon | 제시카 정, 정수연 | 鄭秀妍      |               |

## الألبومات
| اسم الالبوم             | السنة |
| ----------------------- | ----- |
| قيرلز جينيريشن          | 2007  |
| جيني                    | 2009  |
| جي                      | 2009  |
| اوه!                    | 2010  |
| هوت                     | 2010  |
| قيرلز جينيريشن (ياباني) | 2011  |
| ذا بويز                 | 2011  |
| قيرلز اند بيس (ياباني)  | 2012  |
| اي قوت ا بوي            | 2013  |
| لوف اند بيس (ياباني)    | 2013  |
| مستر مستر               | 2014  |
| ذا بيست                 | 2014  |
| ليون هارت               | 2015  |
| هوليداي نايت            | 2017  |

## فرق فرعية
تايتيسيو (بالإنجليزية: TaeTiSeo)‏ ويُرمز لها اختصاراً بـ TTS.
قامت وكالة SM الترفيهية بتاريخ 19 آبريل 2012 بالإعلان رسمياً عن إنشاء فرقة سنسد الرسمية “تايتيسو” والتي تتكون من العضوات: تايون وتيفاني وسوهيون. وأول ألبوم مصغر للفرقة هو توينكل (بالإنجليزية: Twinkle)‏ والذي أصدر بتاريخ 29 آبريل 2012. وثاني ألبوم للفرقة الفرعية صدر بأواخر سنة 2014 باسم هولر (بالإنجليزية: Holler)‏.
كما أنهن اصدرن في أواخر سنة 2015 ألبوم بعنوان عزيزي سانتا (Dear Santa) وفديو كليب بالنسختين كورية وإنجليزية.
في عام 2018 تأسست الفرقة الفرعية oh gg! وتتكون من العضوات (يوري كوان، ليم يونا، كيم تايون، كيم هيويون، سوني)
واصدرو البوم lil’touch
وحازت على أكثر من 137 مليون مشاهدة

## وصلات خارجية
- غيرلز جينيريشن على موقع IMDb (الإنجليزية)
- غيرلز جينيريشن على موقع ميوزك برينز (الإنجليزية)
- غيرلز جينيريشن على موقع أول ميوزيك (الإنجليزية)
- غيرلز جينيريشن على موقع ديسكوغز (الإنجليزية)
- SMTown
- Soshified